# 52 Геркулеса
52 Геркулеса (лат. 52 Herculis), V637 Геркулеса (лат. V637 Herculis), HD 152107 — кратная звезда в созвездии Геркулеса на расстоянии (вычисленном из значения параллакса) приблизительно 174 световых лет (около 53,3 парсек) от Солнца. Возраст звезды определён как около 525 млн лет.

## Характеристики
Первый компонент (HD 152107A) — белая вращающаяся переменная звезда типа Альфы² Гончих Псов (ACV) спектрального класса A3VpSrCrEu, или A3SrCrEu, или A1VpSiSrCr, или A1V, или A1IV, или A2p, или A2. Видимая звёздная величина звезды — от +4,85m до +4,78m. Масса — около 2,14 солнечной, радиус — около 5,411 солнечного, светимость — около 26,303 солнечной. Эффективная температура — около 9141 K.
Второй компонент — коричневый карлик. Масса — около 21,19 юпитерианской. Удалён в среднем на 1,303 а.е..
Третий компонент (WDS J16492+4559B) — оранжево-жёлтая звезда спектрального класса K-G. Видимая звёздная величина звезды — +10,4m. Масса — около 0,76 солнечной. Эффективная температура — около 5096 K. Орбитальный период — около 165959 суток (1977 лет). Удалён на 2,2 угловой секунды.
Четвёртый компонент (WDS J16492+4559C). Видимая звёздная величина звезды — +9,6m. Масса — около 0,78 солнечной. Орбитальный период вокруг третьего компонента — около 20893 суток (56,8 лет). Удалён от третьего компонента на 0,3 угловой секунды.
Пятый компонент (UCAC3 272-127442) — жёлто-оранжевый гигант спектрального класса K-G. Видимая звёздная величина звезды — +12,49m. Радиус — около 17,04 солнечного, светимость — около 157,033 солнечной. Эффективная температура — около 4950 K. Удалён на 65,2 угловой секунды.
Шестой компонент (GSC 03500-01359) — оранжевая звезда спектрального класса K. Видимая звёздная величина звезды — +12,66m. Эффективная температура — около 3946 K. Удалён на 147,6 угловой секунды.
Седьмой компонент (WDS J16492+4559F). Видимая звёздная величина звезды — +14,01m. Удалён на 91,6 угловой секунды.